# San Joaquin Hills

Lage im Orange County

San Joaquin Hills ist ein Stadtteil von Newport Beach im US-Bundesstaat Kalifornien. Zuvor hatte er den Status eines zu Statistikzwecken definierten Siedlungsgebiets (Census-designated place) inne und wurde 2002 eingemeindet.
Der Stadtteil ist größtenteils eine Gated Community, zu den Wohngebieten gelangt man nur durch bewachte Toreinfahrten. Inmitten der Siedlung befindet sich mit dem San Joaquin Hills Reservoir ein großer See, der zum Fischen einlädt.

## Geographie

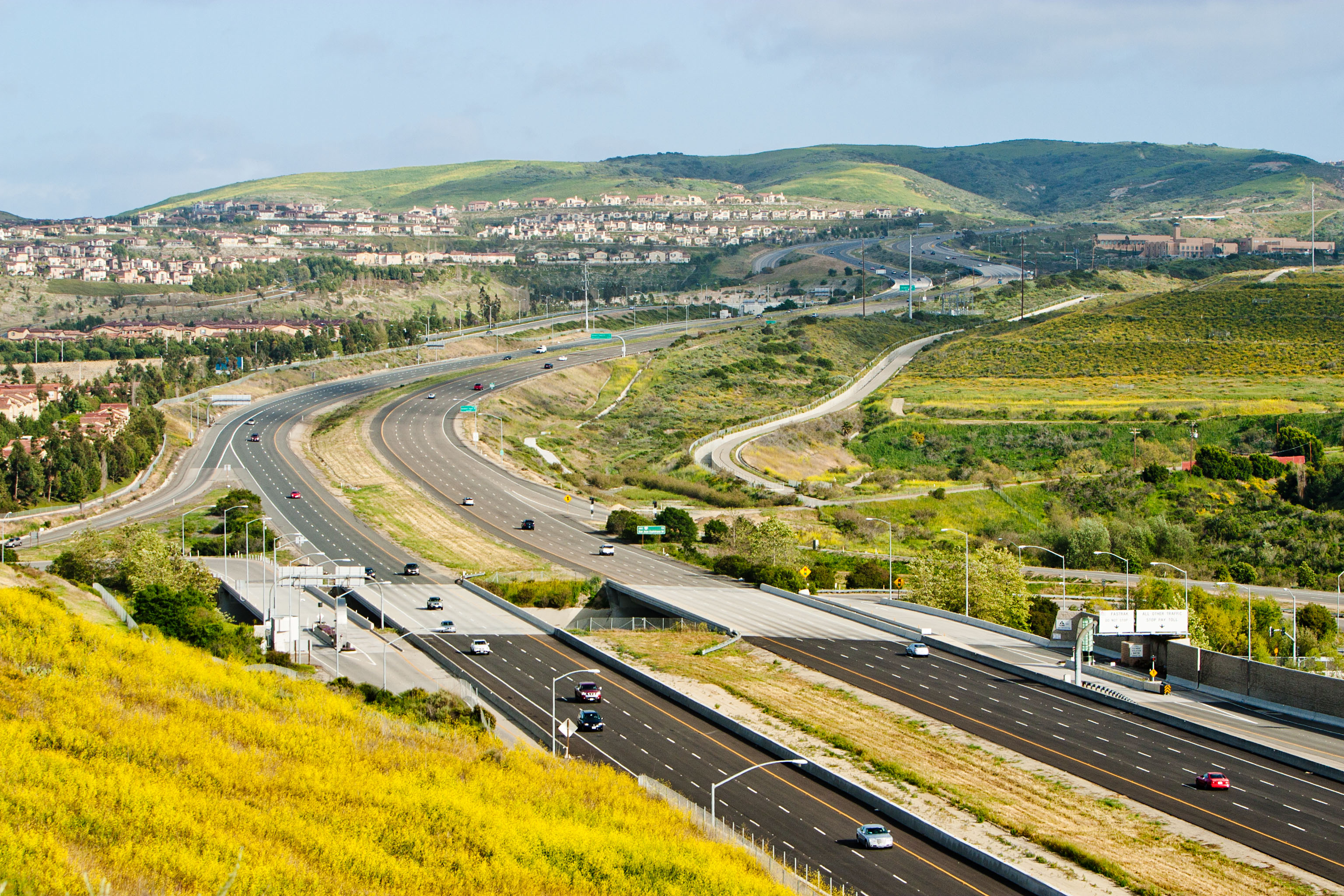
Die CA 72 bei San Joaquin Hills

San Joaquin Hills erstreckt sich auf den Bergkuppen der gleichnamigen San Joaquin Hills, die zu den Ausläufern des Kalifornischen Küstengebirges gehören. Die Siedlung schmiegt sich in die hügelige Landschaft und bietet teilweise weite Blicke auf den Pazifischen Ozean. San Joaquin Hills grenzt im Westen und Süden an die Stadtteile Corona del Mar und Newport Coast. Im Nordwesten befindet sich das Gelände der UC Irvine, das dem Stadtgebiet von Irvine angehört.
San Joaquin Hills liegt verkehrsgünstig zwischen zwei Schnellstraßen. Die California State Route 1 (Pacific Coast Highway) verläuft im Süden entlang der Meeresküste. Die California State Route 73 (San Joaquin Hills Transportation Corridor) begrenzt den Ort im Norden und verschafft Autofahrern eine leichte Anfahrt.
Dem United States Census Bureau zufolge verfügt San Joaquin Hills über eine Fläche von 3,4 Quadratkilometern. Davon sind 3,2 Quadratkilometer Landfläche und 0,2 Quadratkilometer Wasserfläche. Der Ort liegt durchschnittlich 320 Meter über dem Meeresspiegel.

## Demografie
Im Juli 2007 hatte der Stadtteil 3.103 Einwohner.
Bei der Volkszählung 2000 hatte San Joaquin Hills noch 2.959 Einwohner, die sich auf 1.376 Haushalte und 769 Familien verteilten. Die Bevölkerungsdichte betrug 936,5 Einwohner pro Quadratkilometer. Unter den Einwohnern waren 85,97 % Weiße, 0,61 % Afroamerikaner, 0,07 % indianischer Abstammung, 9,53 % Asiaten und 3,31 % Latinos. Die größten Gruppen nach ethnischer Herkunft im Stadtgebiet waren: Deutsche 564 (18,3 %), Iren 354 (11,5 %) und Engländer 285 (9,3 %).
In 28,0 % der Haushalte lebten Kinder unter 18 Jahren. Insgesamt waren 21,7 % der Einwohner unter 18 Jahren, 3,4 % zwischen 18 und 24, 44,6 % zwischen 25 und 44, 24,6 % zwischen 45 und 64 und 5,6 % mindestens 65 Jahre und älter. Das Durchschnittsalter betrug exakt 37 Jahre.
Der Median des Einkommens je Haushalt belief sich 2007 auf 128.140 US-Dollar. Der durchschnittliche Wert eines Hauses lag 2007 bei 1.578.428 US-Dollar.